# Mombarcaro
Mombarcaro är en ort och kommun i provinsen Cuneo i regionen Piemonte i Italien. Kommunen hade 264 invånare (2018).